# 타우루스 인터내셔널

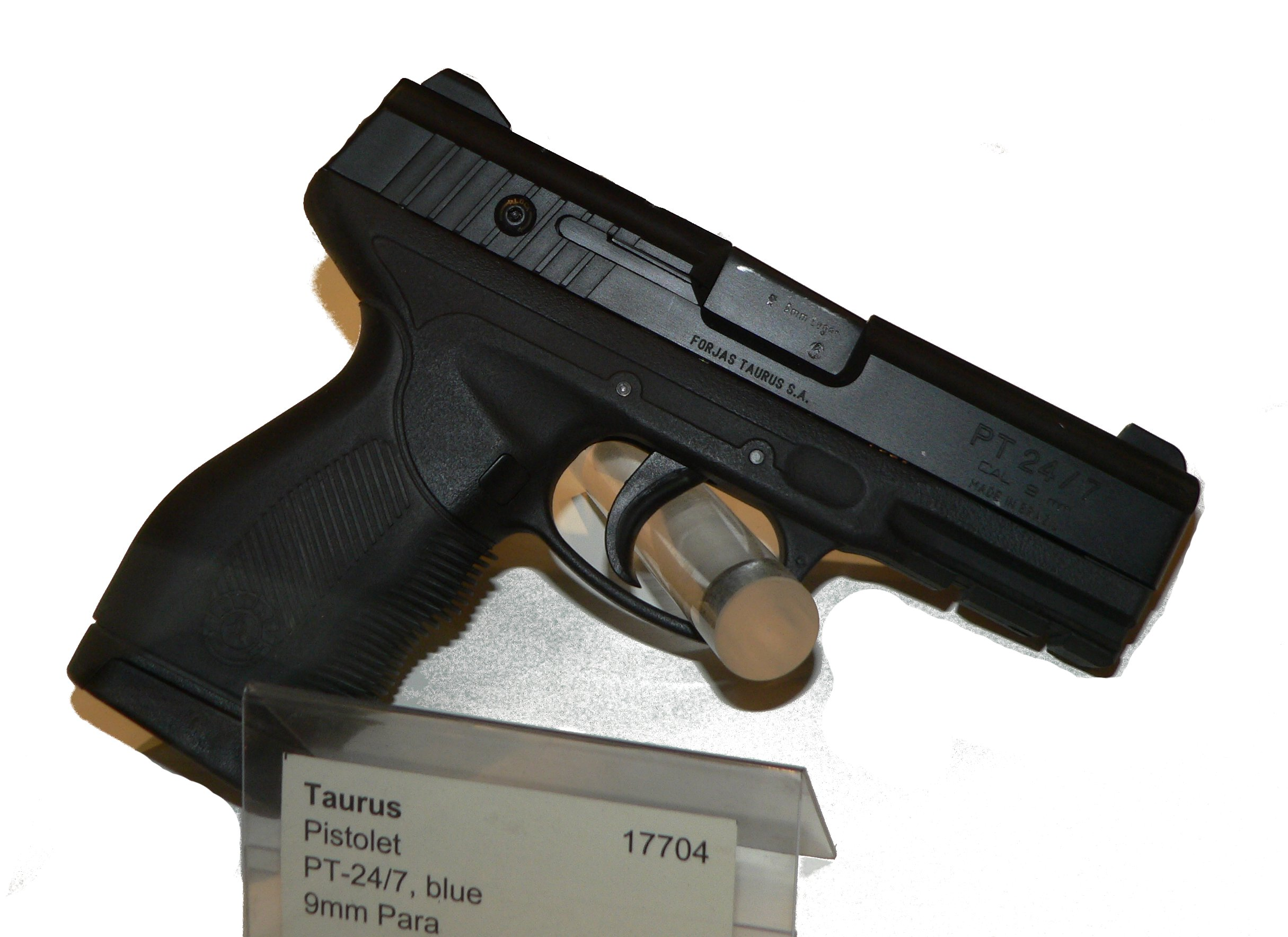
타우루스 PT 24/7.

타우루스(Taurus)는 브라질의 권총 회사이다.

## 같이 보기
- 타우루스 모델 85